# Code Aster
Code Aster — свободное программное обеспечение для математического моделирования методом конечных элементов (МКЭ), предназначенное для решения широкого класса задач механики деформируемого твёрдого тела, теплообмена, акустики, сейсмики и т. п. 
Code Aster разработан в 1989 году в основном в отделе углублённых прочностных расчётов (Advanced Mechanical Analysis) департамента исследований и разработок компании EDF. Для графического пре- и постпроцессинга применяются решения, связанные со свободным программным обеспечением SALOME и ParaView.
ASTER (Analyses des Structures et Thermomécanique pour des Études et des Recherches) расшифровывается как «Прочностной и термомеханический анализ для обучения и исследований (Structural Analysis and Thermomechanics for Studies and Research)». Разработка началось в 1989 году для удовлетворения внутренних потребностей EDF. Code_Aster был выпущен под лицензией GNU GPL в октябре 2001 года. Ядро системы написано на Фортране, а многие дополнительные модули созданы на Python. Он содержит более миллиона строк кода, множество тестовых примеров и обширную документацию. Стабильные версии выпускаются примерно два раза в год в виде сборочного пакета.
В качестве расчётной программы метода конечных элементов Code_Aster наряду с CalculiX и Elmer применяется в проекте CAELinux, который представляет собой дистрибутив Linux с набором свободного программного обеспечения из области систем автоматизированного проектирования (САПР, CAD/CAE/CAM-системы).
Непосредственным разработчиком поддерживается операционная система Linux. Версия для Windows портируется в рамках отдельного проекта.